# Karol Kobrzycki
Karol Kobrzycki (ur. 27 stycznia 1867 we wsi Lipowa, zm. 15 grudnia 1931 w Wojciechowicach) – działacz Polskiej Partii Socjalistycznej w latach 1904–1905.

## Życiorys
Z zawodu był mechanikiem i stolarzem. Za działalność w odzyskaniu przez Polskę niepodległości otrzymał pośmiertnie Krzyż Niepodległości w dniu 23 grudnia 1933 roku. Jak wynika z akt zbiorów Wojskowego Biura Historycznego dotyczących przyznania odznaczenia, Karol Kobrzycki nawoływał do walki z Moskalami i agitował, aby rezerwiści nie stawali do poboru w wojnie rosyjsko-japońskiej. Kolportował tajne pisma i odezwy, za co był prześladowany i ścigany przez żandarmerię rosyjską. Dłuższy czas musiał się ukrywać w grobach murowanych na cmentarzu w Wojciechowicach.
Z wnioskiem o odznaczenie Karola Kobrzyckiego Krzyżem Niepodległości wystąpił Franciszek Kamiński, wówczas student Uniwersytetu Warszawskiego, przyszły komendant Batalionów Chłopskich. W uzasadnieniu ujął to w słowach: „To co wiedziałem, uważałem sobie za obowiązek podać do Kapituły Krzyża Niepodległości, jako fakt lokalny, historyczny z prośbą o odznaczenie śp. Karola Kobrzyckiego dla przykładu młodszych pokoleń”.
Karol Kobrzycki zmarł 15 grudnia 1931 w wieku 64 lat i spoczął na cmentarzu parafialnym w Wojciechowicach.

## Odznaczenia
- Krzyż Niepodległości (1933)[1][5]

## Galeria

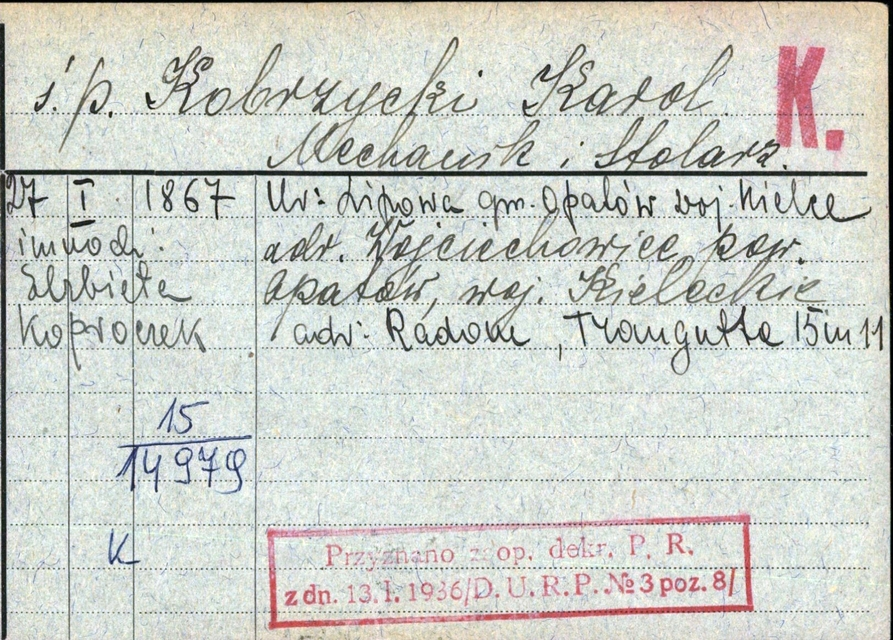
Decyzja o przyznaniu Krzyża Niepodległości dla Karola Kobrzyckiego 1.
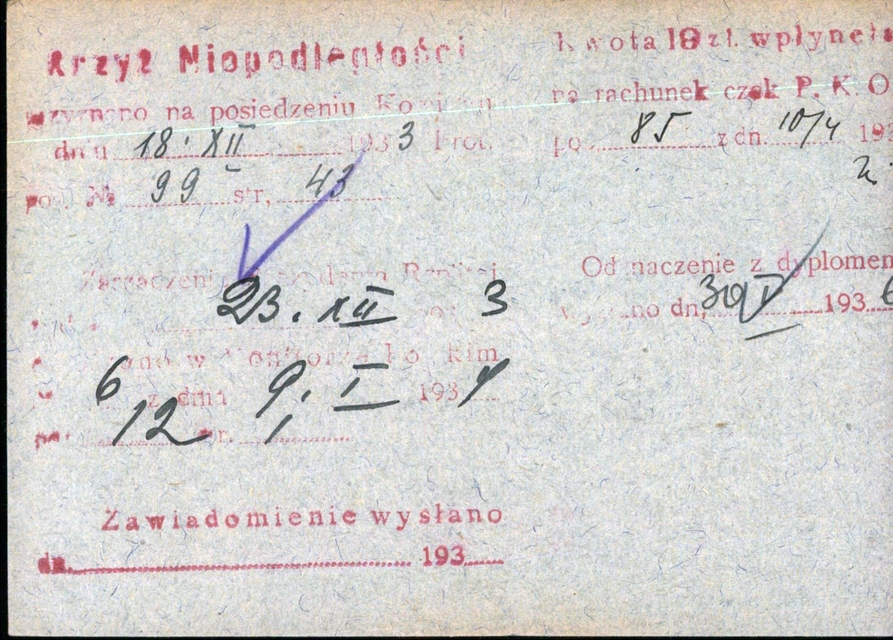
Decyzja o przyznaniu Krzyża Niepodległości dla Karola Kobrzyckiego 2.
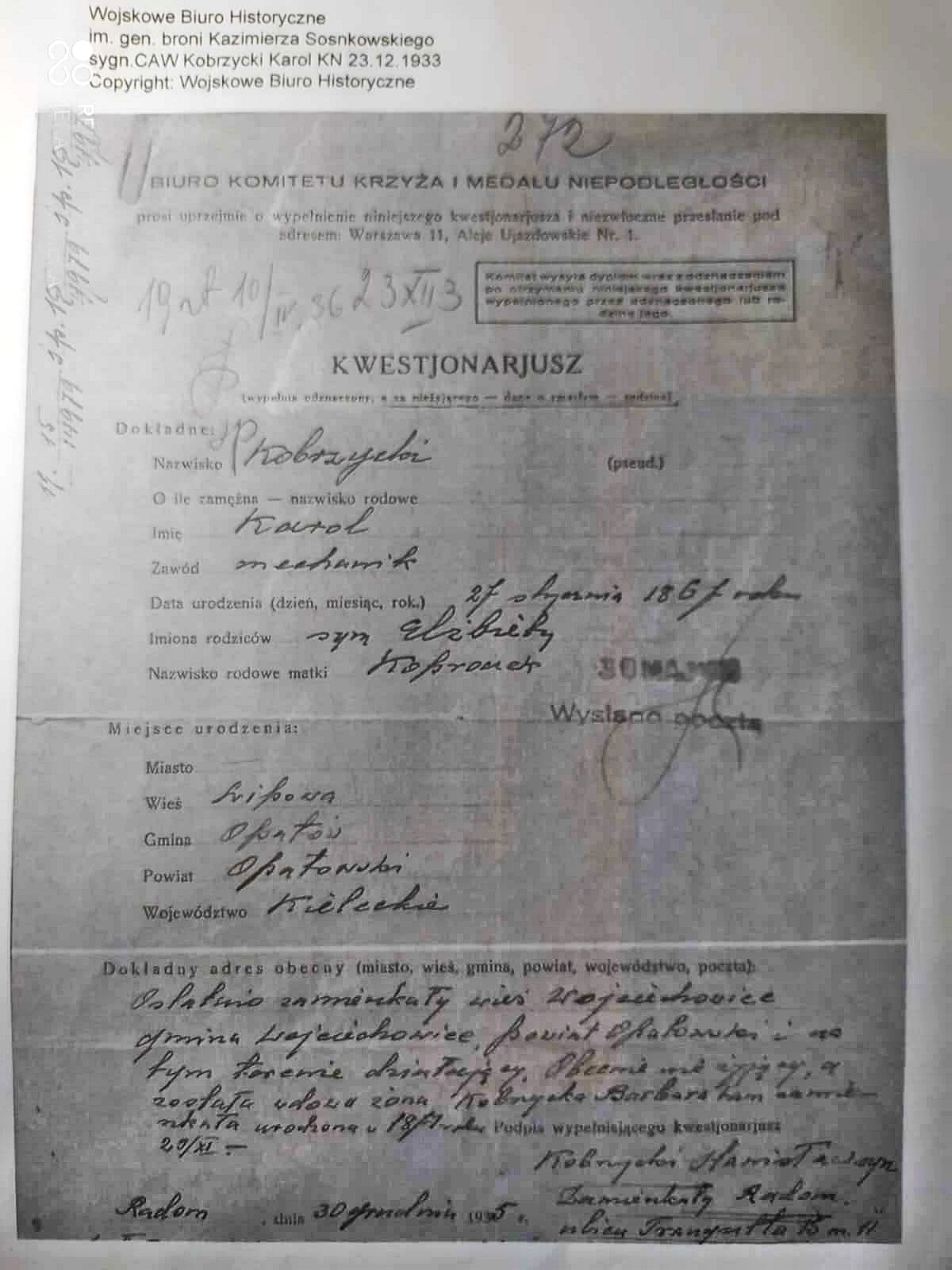
Biuro Komitetu Krzyża i Medalu Niepodległości, kwestionariusz Karola Kobrzyckiego.
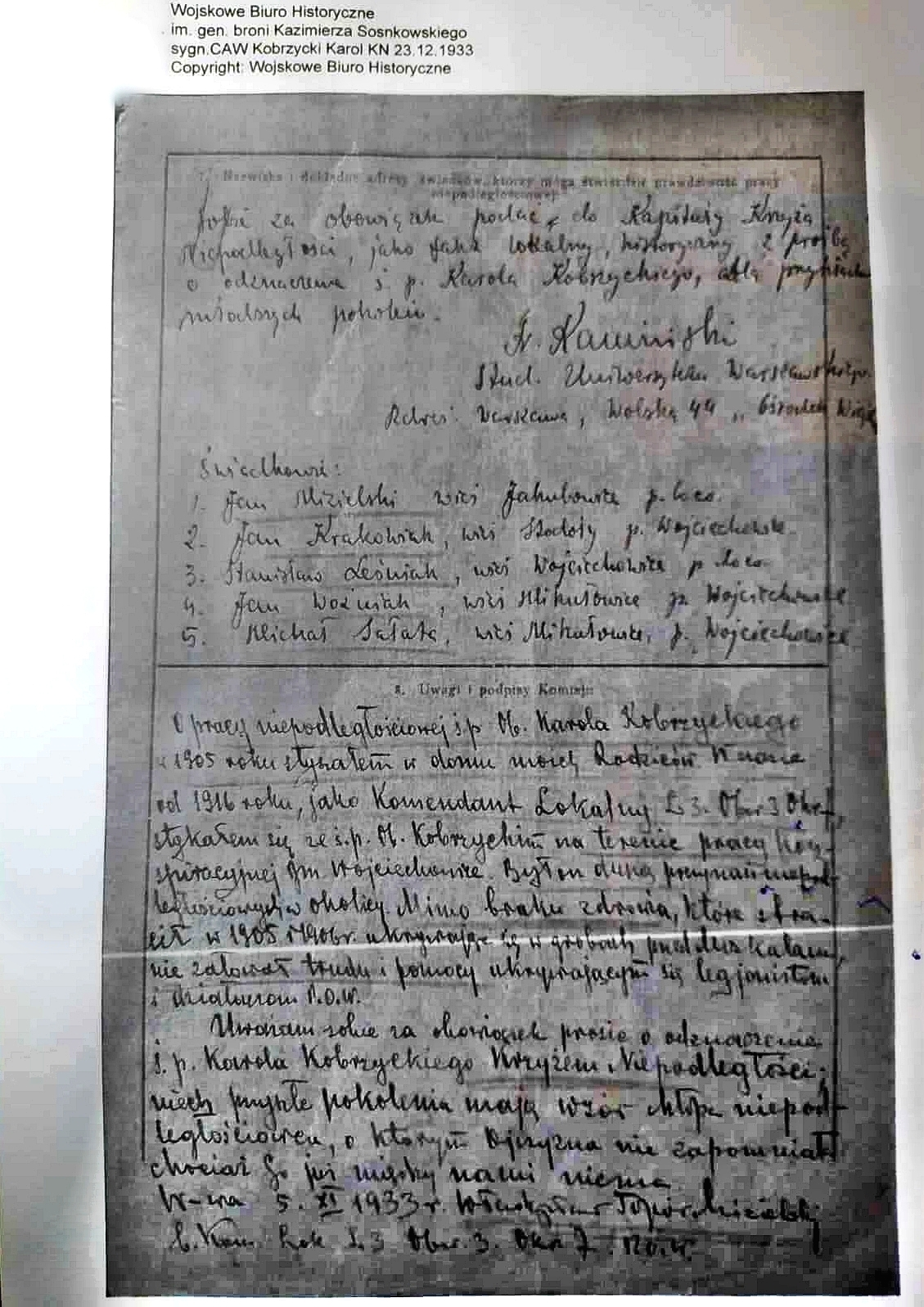
Życiorys i przebieg pracy niepodległościowej Karola Kobrzyckiego.